# The Star of Bethlehem
The Star of Bethlehem er en amerikansk stumfilm fra 1912 af Lawrence Marston.

## Medvirkende
- Florence La Badie som Mary.
- James Cruze som Micah/Joseph.
- William Russell som Herod.
- Justus D. Barnes som Gaspar.
- Riley Chamberlin som Balthasar.